# Eleição municipal de Foz do Iguaçu em 2020
A eleição municipal de Foz do Iguaçu em 2020 foi realizada para eleger um prefeito, um vice-prefeito e 15 vereadores no município de Foz do Iguaçu, no estado brasileiro do Paraná. Foram eleitos Chico Brasileiro (PSD) e Delegado Francisco Sampaio (PSD) para os cargos de prefeito e vice-prefeito, respectivamente. Seguindo a Constituição, os candidatos são eleitos para um mandato de quatro anos a se iniciar em 1º de janeiro de 2021. A decisão para os cargos da administração municipal, segundo o Tribunal Superior Eleitoral (TSE), contou com 165 730 eleitores aptos e 42 279 abstenções, de forma que 23.06% do eleitorado não compareceu às urnas naquele turno.

## Contexto
Eleito em 2016, o então prefeito Chico Brasileiro (PSD), disputava a reeleição. Apesar da parceria realizada com o Partido Comunista do Brasil (PCdoB), em 2016, com Nilton Bobato de vice-prefeito, na eleição de 2020, o partido optou pela escolha de uma chapa 'puro-sangue' contendo o Delegado Francisco Sampaio (PSD).
Originalmente, os turnos ocorreriam nos dias 4 e 25 de outubro, mas, com o agravamento da pandemia do novo coronavírus, as datas foram modificadas com a promulgação da Emenda Constitucional nº 107/2020.

## Chapas
| Prefeito                      | Vice-prefeito                    | Coligação                                               | Ref.        |
| ----------------------------- | -------------------------------- | ------------------------------------------------------- | ----------- |
| Chico Brasileiro (PSD)        | Delegado Francisco Sampaio (PSD) | "O trabalho continua" (PSD, PTB, PSC, PL, SD, MDB, PSB) | [ 7 ] [ 8 ] |
| Alemão (PCdoB)                | Diego Carvalho (PCdoB)           | Partido isolado                                         | [ 7 ] [ 8 ] |
| Cassio Lobato (PATRI)         | Ricardo Albuquerque (PV)         | "Endireita Foz" (Patriota, PV)                          | [ 7 ] [ 8 ] |
| Luiz (PT)                     | Marcelo Arruda (PT)              | Partido isolado                                         | [ 7 ] [ 8 ] |
| Nelton Friedrich (PDT)        | Amilton Farias (REDE)            | "A Foz do povo" (PDT, REDE, CIDADANIA)                  | [ 7 ] [ 8 ] |
| Paulo Mac Donald (PODE)       | Bibiana Orsi (PP)                | "Quem ama cuida" (PODE, DEM, PP)                        | [ 7 ] [ 8 ] |
| Ranieri (PRTB)                | Dra. Leira (PRTB)                | Partido isolado                                         | [ 7 ] [ 8 ] |
| Sidnei Prestes (Republicanos) | Pastor Murça (PSL)               | "Foz com novas ideias" (PMN, Republicanos, PSL, DC)     | [ 7 ] [ 8 ] |
| Tatiana Fruet (PROS)          | Gustavo Tramontin (Avante)       | "Foz feroz" (PROS, Avante)                              | [ 7 ] [ 8 ] |

## Resultados

### Prefeito
Chico Brasileiro foi reeleito com 54.252 votos, com percentual 41.29% - percentual 26.59% menor que o da eleição de 2016. Chico foi seguido de perto por Paulo Mac Donald que angariou 51.595 votos representando 39.27% dos votos.
| Candidato                     | Vice                             | Votos  | Percentual | Ref.  |
| ----------------------------- | -------------------------------- | ------ | ---------- | ----- |
| Chico Brasileiro (PSD)        | Delegado Francisco Sampaio (PSD) | 54.252 | 41.29%     | [ 2 ] |
| Paulo Mac Donald (PODE)       | Bibiana Orsi (PP)                | 51.595 | 39.27%     | [ 2 ] |
| Sidnei Prestes (Republicanos) | Pastor Murça (PSL)               | 7.670  | 5.84%      | [ 2 ] |
| Ranieri (PRTB)                | Dra. Leira (PRTB)                | 6.943  | 5.28%      | [ 2 ] |
| Tatiana Fruet (PROS)          | Gustavo Tramontin (Avante)       | 5.243  | 3.99%      | [ 2 ] |
| Luiz (PT)                     | Marcelo Arruda (PT)              | 2.884  | 2.20%      | [ 2 ] |
| Nelton Friedrich (PDT)        | Amilton Farias (REDE)            | 1.915  | 1.46%      | [ 2 ] |
| Cassio Lobato (PATRI)         | Ricardo Albuquerque (PV)         | 615    | 0.47%      | [ 2 ] |
| Alemão (PCdoB)                | Diego Carvalho (PCdoB)           | 260    | 0.20%      | [ 2 ] |

### Vereadores
O partido que mais elegeu vereadores foi o PSD, com quatro cadeiras. O Democratas (DEM), Progressistas (PP) e Partido Trabalhista Brasileiro (PTB) elegeram dois vereadores cada um.
Partidos do campo político da esquerda como Partido dos Trabalhadores (PT), Partido Democrático Trabalhista (PDT), Partido Comunista do Brasil (PCdoB) e Partido Socialismo e Liberdade (PSOL) não elegeram nenhum vereador na cidade.
| Candidato                 | Partido      | Votos | Percentual | Ref.   |
| ------------------------- | ------------ | ----- | ---------- | ------ |
| Protetora Carol Dedonatti | PP           | 2.709 | 2.07       | [ 11 ] |
| Yasmin Hachem             | MDB          | 2.228 | 1.70%      | [ 11 ] |
| Kalito                    | PSD          | 2.011 | 1.53%      | [ 11 ] |
| Ney Patrício              | PSD          | 2.000 | 1.53%      | [ 11 ] |
| Adnan el Sayed            | PSD          | 1.920 | 1.46%      | [ 11 ] |
| Rogério Quadros           | PTB          | 1.699 | 1.30%      | [ 11 ] |
| Edivaldo Alcantara        | PTB          | 1.610 | 1.23%      | [ 11 ] |
| Dr. Freitas               | PSD          | 1.483 | 1.13%      | [ 11 ] |
| Alex Meyer                | PP           | 1.451 | 1.11%      | [ 11 ] |
| Anice                     | PL           | 1.394 | 1.06%      | [ 11 ] |
| João Morales              | DEM          | 1.362 | 1.04%      | [ 11 ] |
| Cabo Cassol               | PODE         | 1.355 | 1.03%      | [ 11 ] |
| Jairo Cardoso             | DEM          | 1.332 | 1.02%      | [ 11 ] |
| Maninho                   | PSC          | 1.301 | 0.99%      | [ 11 ] |
| Admilson Galhardo         | Republicanos | 1.144 | 0.87%      | [ 11 ] |